# Fricativa alveolar sonora
La consonante fricativa alveolar sonora es un sonido del habla humana presente en muchas lenguas. En los sistemas de transcripción fonética se representa generalmente con <z>.
La fonología del español no posee este sonido como fonema independiente, aunque sí como alófono: en muchas variantes de esta lengua se pronuncia una [z] cuando la consonante /s/ va antes de una consonante sonora: /sb, sd, sg, sl, sm, sn, sñ, sv, sy/. Ejemplo: «mismo» ['mizmo]. El español sí posee en cambio como fonema la fricativa alveolar sorda /s/, la cual se articula de la misma manera, salvo que no vibran las cuerdas vocales durante su pronunciación. 

## Símbolo
En el Alfabeto Fonético Internacional, la letra utilizada para representar este sonido es la grafía z del alfabeto latino. (En español, la grafía z no representa este sonido, sino que representa una fricativa dental sorda en la mayor parte de España y una fricativa alveolar sorda en los dialectos con seseo, esto es, en Hispanoamérica, parte de Andalucía y las islas Canarias.)

## Características
- Es una consonante alveolar o dental, así que su articulación involucra los alveolos dentales superiores o los dientes, y la lengua.
- Es una consonante fricativa.
- Es una consonante sonora, lo que significa que las cuerdas vocales vibran durante su articulación. Si no vibraran, entonces sería una fricativa alveolar sorda.
- Es una consonante oral, lo que significa que el aire sale por la boca, no por la nariz.
- Es una consonante central, así que el aire pasa más por el centro de la superficie superior de la lengua, que por los lados.
- Es una consonante pulmonar, lo que significa que el aire proviene directamente de los pulmones durante su articulación; no del aire almacenado en la boca ni de clics.